# 옥 (성경 인물)

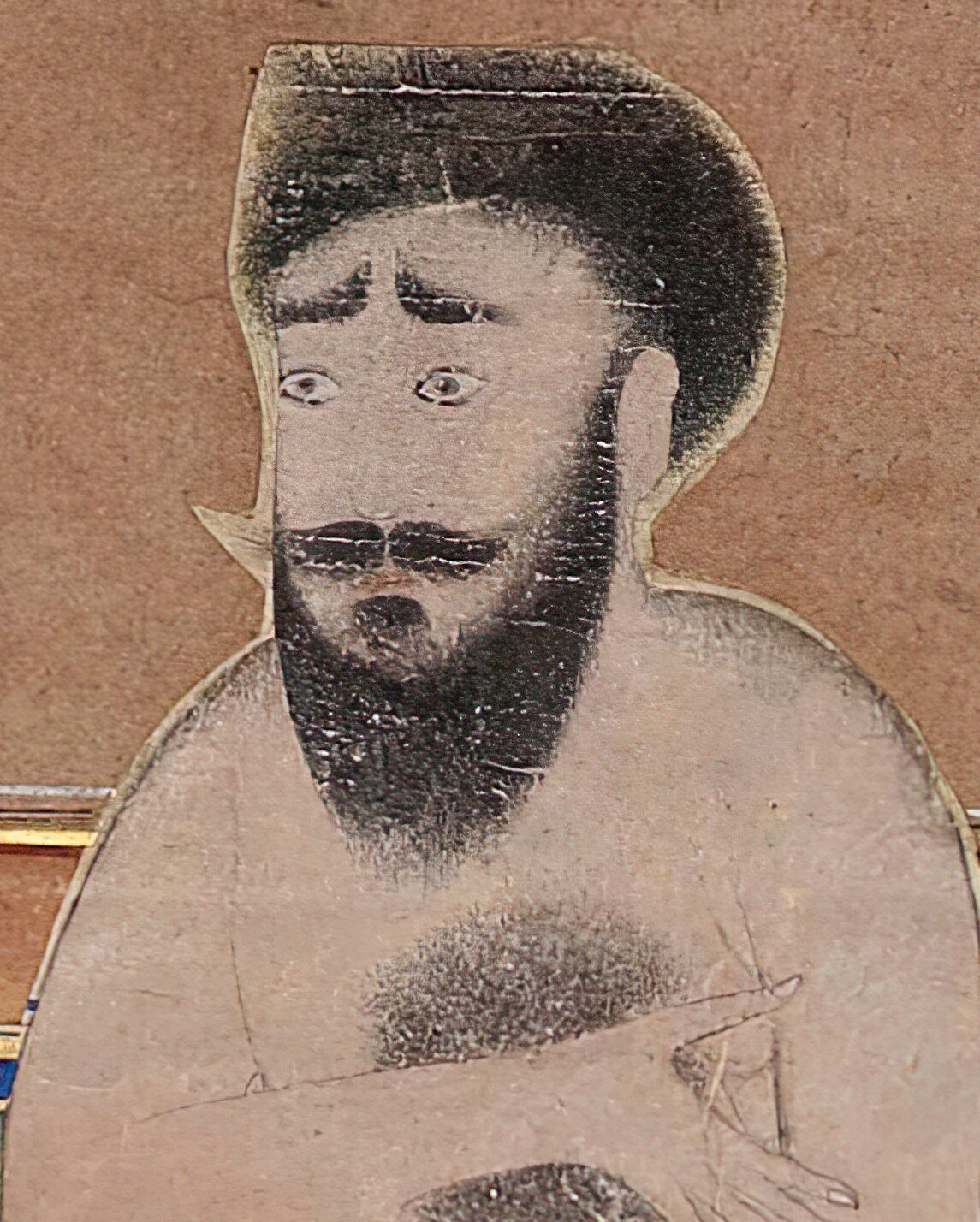

옥(Og, 히브리어: עוֹג, 로마자 표기: ʿŌg [ʕoɡ]; 아랍어: عوج, 로마자 표기: ʿŪj [ʕuːdʒ]; 고대 그리스어: Ωγ, 로마자 표기: Ōg)은 히브리어 성경과 기타 자료에 따르면 바산의 아모리 왕이었다. 에드레이 전투에서 모세와 그의 사람들에게 그의 군대와 함께 죽임을 당하였다.
옥은 민수기에 소개되어 있다. 모세가 이전에 야하스 전투에서 정복한 그의 이웃 헤스본 사람 시혼과 마찬가지로, 그는 아모리 왕이었으며 바산의 통치자였다. 바산에는 성벽이 있는 성읍 60개와 성벽이 없는 많은 성읍이 있었으며 수도는 아스다롯(현대의 텔아스다라, 70피트(20m) 높이의 마운드가 아직 존재하는 곳)에 위치했다.

## 같이 보기
- 골리앗
- 베르겔미르